# Въоръжени сили на Чад
Въоръжените сили на Чад включват Национална армия, Военновъздушни сили и Жандармерия.
Последната реорганизация на въоръжените сили се е състояла през 1991 година, когато числеността на войските е била близо 50 000 души. Днес общата численост е 30 350 души.
През май 2004 година избухва неуспешен бунт в армията. Причината за това е неуспехът дотогава на правителството да се справи с корупцията. Поводът за бунта е публично обявен резултат от разследване, което открива че се изплащат заплати на 24 000 войници, а в действителност на служба има само 19 000 души. Допълнителните пари са били прибирани от офицери и по-висши военни. Напредъкът в борбата с корупцията във въоръжените сили за последните 2 години е голям.
Заради нарастващото напрежение по границата със Судан войскови части са разположени в източната част на Чад, където често бунтовнически групировки от Дарфур пресичат границата и правят неуспешни опити да завземат пограничните градове.

## Въоръжение

### Пехота
| Оръжие         | Вид      | Произход |
| -------------- | -------- | -------- |
| АК-47          | автомат  | СССР     |
| Колт М16       | карабина | САЩ      |
| FIM-92 Стингър | ПЗРК     | САЩ      |

#### Бронетанкови войски
Общо машини: 200+
| Машина        | Тип                     | Произход | Брой |
| ------------- | ----------------------- | -------- | ---- |
| Т-55          | Основен Боен Танк (ОБТ) | СССР     | ~60  |
| БРДМ-2        | Бронетранспортьор (БТР) | СССР     | 115  |
| БТР-60        | БТР                     | СССР     | ~30  |
| ЕЕ-9 Каскавел | БТР                     | Бразилия | ~10  |
| Т-34          | ОБТ                     | СССР     | ?    |

#### Артилерия
| Оръжие | Вид                                 | Произход | Брой |
| ------ | ----------------------------------- | -------- | ---- |
| БМ-21  | артилерийска система за залпов огън | СССР     | 4    |
| Д-30 ? | 122 мм гаубица                      | СССР     | ?    |
| ЗПУ-4  | противовъздушна установка           | СССР     | ?    |